# Michael Famulok
Michael Famulok (* 9. Mai 1960 in Fulda) ist ein deutscher Chemiker und Professor für Chemische Biologie.

## Leben
Michael Famulok studierte ab 1981 Chemie an der Universität Marburg, wo er 1986 sein Studium mit dem Diplom abschloss und 1989 mit einer Arbeit über Mechanismen der Karzinogenese aromatischer Aminverbindungen promovierte. Von 1989 bis 1990 war er Postdoktorand bei Julius Rebek am Massachusetts Institute of Technology und beschäftigte sich dort mit der supramolekularen Chemie synthetischer Rezeptormoleküle. Von 1990 bis 1992 folgte ein zweites Postdoktorat bei Jack Szostak am Massachusetts General Hospital/Harvard Department of Genetics in Boston. Dort befasste er sich mit der Biochemie von RNA und der SELEX- und Aptamer-Technologie. Von 1992 bis 1996 war er am Institut für Biochemie der LMU München tätig und habilitierte sich dort 1996 in Bioorganischer Chemie und Biochemie mit einer Arbeit über Aptamere. Seit 1999 ist er Professor für Chemische Biologie und Biochemie am LIMES Institut der Universität Bonn. 1997 war er Gastprofessor an der Universität Straßburg.
Famulok forscht auf dem Grenzgebiet zwischen organischer Chemie und Biochemie. Schwerpunkt seiner Forschungsinteressen ist die gerichtete Evolution kombinatorischer Nukleinsäurebibliotheken (SELEX-Technik), die Chemische Biologie kleiner Guaninnukleotid-Austauschfaktoren (GEFs) und die DNA-Nanotechnologie. Aptamere und kleine organische Moleküle werden in verschiedenen Zellsystemen und Modellorganismen (Drosophila, Maus) zur Funktionsaufklärung von Zielproteinen verwendet. So konnte zum Beispiel gezeigt werden, dass Guaninnukleotid Austauschfaktoren an der Signalweiterleitung von Rezeptortyrosinkinasen (RTK) beteiligt sind und als Angriffspunkte für die Entwicklung von Arzneistoffen in Frage kommen.
Ende 2012 wurde Famulok als Max Planck Fellow an das Forschungszentrum caesar berufen. Er leitet dort eine Arbeitsgruppe, die sich mit der Strukturaufklärung von Biomolekülen und mit der Chemischen Biologie von photo-aktivierbaren Substanzen beschäftigt. Seit 2013 ist er einer der Vizepräsidenten der Deutschen Forschungsgemeinschaft.

## Schriften
- Günter Mayer und Michael Famulok (2007): Aptamere als Therapeutika und als Werkzeuge zur Wirkstoffsuche. Nukleinsäuren im Drug Discovery Prozess. In: Pharmazie in unserer Zeit. Bd. 36, S. 432–436. doi:10.1002/pauz.200700238
- M. Famulok et al. (2007): Functional aptamers and aptazymes in biotechnology, diagnostics, and therapy. In: Chem Rev. Bd. 107, S. 3715–3743.
- A. Heckel und M. Famulok (2008): Building objects from nucleic acids for a nanometer world. In: Biochimie. Bd. 90, S. 1096–1107.

## Auszeichnungen und Preise
Famulok ist Mitglied der Nordrhein-Westfälischen Akademie der Wissenschaften und der Künste seit 2002 und der Deutschen Akademie der Naturforscher Leopoldina seit 2007.
- 1990 Liebig-Stipendium (Fonds der Chemischen Industrie)
- 1995 Dozentenstipendium (Fonds der Chemischen Industrie)
- 1996 Habilitationspreis der Universitätsgesellschaft der LMU München
- 1998 Karl-Ziegler Förderpreis der Gesellschaft Deutscher Chemiker
- 1998 Otto-Klung-Preis für Chemie
- 2000 Steinhofer Preis der Universität Freiburg
- 2002 Gottfried-Wilhelm-Leibniz-Preis
- 2008 GlaxoSmithKline Award für herausragende Leistungen im Gebiet der Chemischen Biologie
- 2010 ERC Advanced Investigator Grant